# اسدالله عسگراولادی
اسدالله عسگراولادی (زاده ۱۵ اسفند ۱۳۱۲ در چهارراه سیروس، تهران – درگذشته ۲۲ شهریور ۱۳۹۸ تهران) از برجسته‌ترین بازرگانان ایرانی، معروف‌ترین صادرکننده خشکبار ایران، عضو اتاق بازرگانی و صنایع و معادن ایران در تمام دوران پس از انقلاب، رئیس اتاق بازرگانی و صنایع ایران و چین بود.منبع برادر وی حبیب‌الله عسگراولادی از سیاست‌مداران مهم ایران بود.
برخی او را یکی از ثروتمندترین افراد ایران به‌شمار آورده‌اند و مجله فوربز در سال ۲۰۰۳ میزان سرمایه او را حدود ۴۰۰ میلیون دلار برآورد کرده‌بود. اینک اما سرمایه خالص وی حدود ۱۲ میلیارد دلار آمریکا است که او را به ثروتمندترین فرد ایران تبدیل کرده‌است. صادرات پسته، زیره، میوه‌جات خشک و واردات شکر و لوازم خانگی مهم‌ترین فعالیت اقتصادی او بود. با این حال عسگراولادی خود را بازرگان کوچکی می‌دانست که در زمینه صادرات فعالیت کوچکی دارد. عسگراولادی در ۲۲ شهریور ۱۳۹۸ در تهران
درگذشت.

## سلطان زیره
اسدالله عسگراولادی به سلطان زیره مشهور بود و در حالی مسئولیت اتاق بازرگانی ایران و چین را بعهده داشت. خانواده اش پنج سال قبل از تولدش به دلیل سیل و زلزله از دماوند به محله سیروس تهران مهاجرت کردند. به گفته خودش در ملاقاتی که با خمینی در نوفل لوشاتو داشته، از او پرسیده که تکلیف ما چیست؟ که خمینی نیز گفته است: بروید دنبال پول؛ لذا وی با این ترفند از خطر مصادره اموال و مال تجاره‌اش توسط انقلابیون رهایی یافت. «شرکت حساس» بزرگ‌ترین دارایی مالی او به‌شمار می‌رفت و ۵ بار برنده جایزه صادراتی شرکت نمونه سال شد. صادرات زیره، پسته و دیگر نمونه‌های خشکبار از طریق همین دفتر صورت گرفته‌است. به تمامی کارمندانش و حتی نزدیکانش سه توصیه مهم و ضروری دارد: «بیش از ۲۵ درصد از دارایی‌های خودتان را وام ندهید. صبح‌ها زودتر از همه از خواب بلند شوید و از خانه بیرون بروید. در همه کارها خدا در یادتان باشد.» می‌گوید با همین سه توصیه موفق به کسب رتبه هفتمین ثروتمند بزرگ ایران شده‌است

## دیدگاه‌ها
عسگراولادی از اقتصاد بازار، توسعه صادرات و حمایت از بخش خصوصی حمایت می‌کرد. او از منتقدان سیاست‌های اقتصادی دولت احمدی‌نژاد بود، اما علی‌رغم اعتراض‌های تند و بی‌پرده از دولت احمدی‌نژاد در انتخابات ریاست‌جمهوری دهم به وی رأی داد. وی دربارهٔ حمایتش از احمدی‌نژاد گفت که: «چون رهبر معظم انقلاب امر به حمایت همه از دولت احمدی‌نژاد کرده‌اند، ما از دولت ایشان حمایت می‌کنیم، با این‌که معتقدیم این دولت و سیاست‌های اقتصادی‌اش به تمام معنی فشل است» البته گفته می‌شود این گفته بخاطر تهدیدهای مکرر مقامات وقت نسبت به سنگ اندازی در کار ایشان بوده، هرچند مشخص نیست وی حامی دولت بوده یا خیر.
وی از سال ۱۳۳۶ که شرکت حساس را دایر کرد تا پایان عمر کار صادرات کرده‌است. او در مصاحبه‌ای با عصر ایران گفت: «من به این که میلیاردر هستم افتخار می‌کنم به این دلیل که ذره‌ای از دارایی‌هایم را با رانت وکار خلاف به دست نیاورده‌ام. حتی از گرفتن وام بانکی هم پرهیز می‌کنم و گفتم که حتی کار واردات هم نمی‌کنم. نه این که کار واردات را بد بدانم. نه بد نمی‌دانم اما من با خودم عهد کرده‌ام کار صادرات بکنم. البته من هم سلطان میلیاردرهای ایران نیستم.» وی در انتخابات اتاق بازرگانی در تاریخ ۱۸ اسفند سال ۱۳۹۳، سردمداری ائتلافی با نام «پیشگامان وفاق» را برعهده گرفت. و با عنوان نفر دهم از رشتهٔ بازرگانی، در بین ۴۰ پیروز انتخابات اتاق بازرگانی قرار گرفت. عسگراولادی در دوره نهم نتوانست به اتاق بازرگانی تهران راه پیدا کند.
عسگراولادی تنها دستاورد روحانی را برجام دانسته و گفت «ما از عملکرد اقتصادی دولت راضی نیستیم چرا که مشکلات افزایش یافته‌است.» او ۴ سال ابتدایی دولت روحانی را همراه با تدبیر خوب توصیف کرد؛ اما با بیان اینکه تیم اقتصادی روحانی در عمل موفق نبوده، گفت که «در دوره دوم ریاست جمهوری روحانی شاهد بی‌نظمی‌های زیادی در اقتصاد بودیم» و بزرگ‌ترین اشتباه این دولت «برابری نرخ ارز با ۴۲۰۰ تومان» بوده‌است.

## درگذشت
اسدالله عسگراولادی در تاریخ ۲۲ شهریور ۱۳۹۸ به علت عارضه مغزی در بیمارستان گاندی درگذشت